# Rio Chiuva
O Rio Chiuva é um rio da Romênia, afluente do Chirui, localizado no distrito de Harghita.